# 亮麗鮗
亮麗鮗為輻鰭魚綱鱸形目鱸亞目七夕魚科的其中一種，分布於中西太平洋的菲律賓及印尼海域，棲息深度5-30公尺，體長可達16公分，棲息在沙底質海域，屬肉食性，雄魚有護卵的行為，可做為觀賞魚。

## 擴展閱讀
維基物種上的相關：亮麗鮗